# サラメ・コット
サラメ・コット（Salame cotto、「調理済みサラミ」）は伝統的なイタリアの食品（P.A.T.）として認識されているソーセージである。ピエモンテ州（ピエモンテ語で Salam cheuit）、ポンテ・デッローリオの原産地呼称となっているピアチェンツァ（ピアチェンツァ語で salam còt、salam da còta）、サヴォーナ地域（サッセッロの自治体の製品が特に有名）およびラツィオ州（トゥーシアのサラメ・コット）などの製品が代表的である。

## 外見

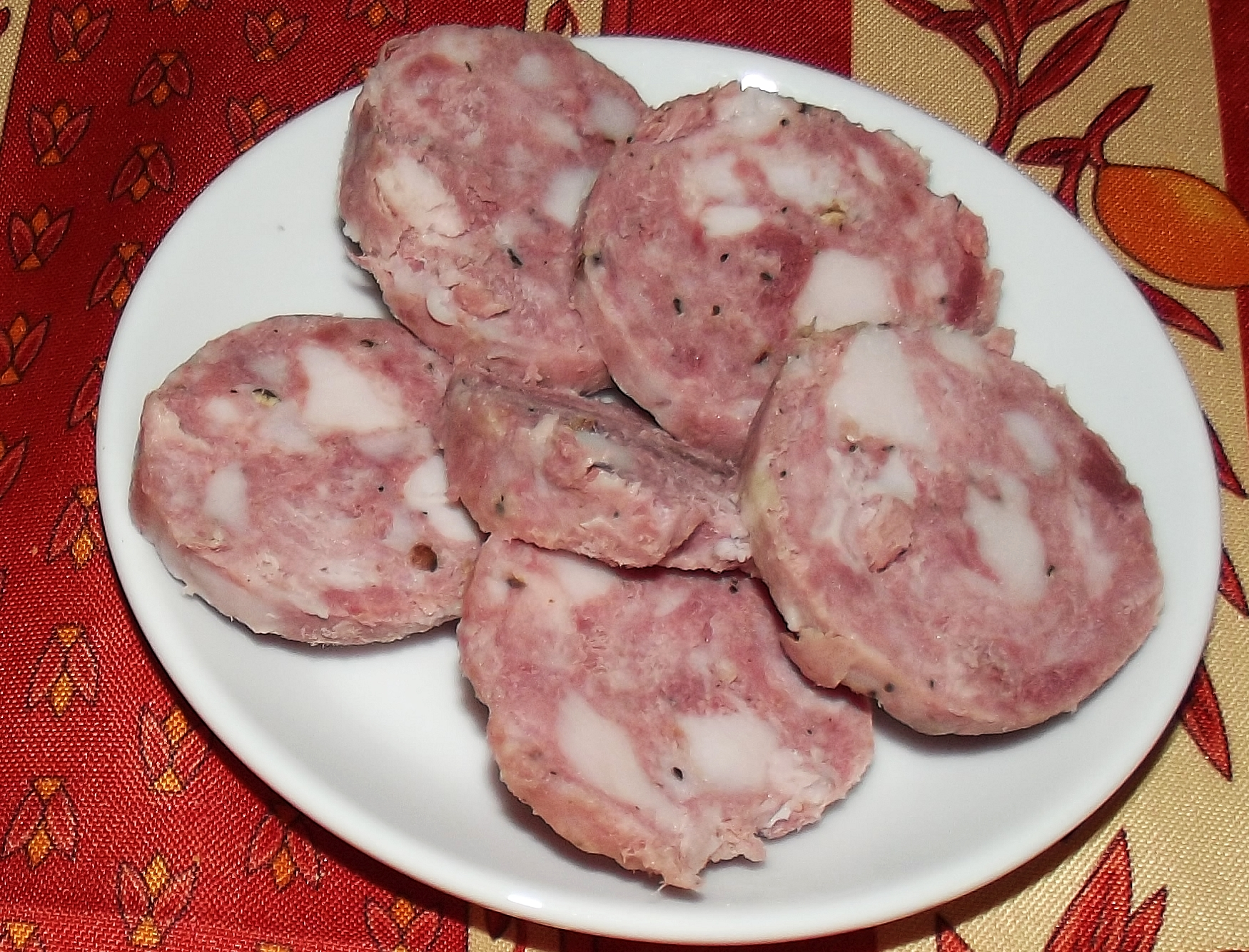
スライスしたサラメ・コットが載った皿

サラメ・コットは薄い部分ではピンクがかった赤色をしている。一般的には円筒形だが、インゲンマメのような形のものもある。ソーセージの大きさもさまざまだが、使用されるケーシングのによって一般的には「小型」（200〜500g）または「大型」（1.5〜5kg）に属している。

## 起源
このソーセージの土地ごとの作り方は、代々口伝えで伝えられてきた。豚肉の良い部分は加熱しないサラミに使われるため、かつてはサラメ・コットは豚のクズ肉と切り落としで作られていた。

## 調理
このソーセージは、豚のさまざまな赤身の部位、特に肩肉や他の部位の切り落としを使用し、それらはさまざまな細かさでひき肉にされる。このひき肉にラードや豚バラなどの脂肪を加え、産地やレシピによってことなるスパイスを混ぜて全体を塩漬けにする。例えば、ビエッラ県では伝統的に少量のミントを加え、他の地域ではワインで風味を加えられることもある。その後、ケーシングに詰めてボイルされるが、その代わりに蒸される場合もある。調理時間はソーセージの大きさによるが、最長で5時間に及ぶ。サラメ・コットは組織的な流通のために真空パックされることが多い。
クーネオ県で作られるアラメ・コットはクーネオ商工会議所を拠点とするコンソルツィオ・サルメリア・ティピカ（Con.Sa.Ti.、典型的な加工肉専門店協議会）によって保護されている。使用する肉は生肉でなければならないので冷凍肉を使用することはできず、使用する豚も9ヶ月以上で屠殺されたものである必要がある。ソーセージ生地では赤身部分が全体の80%、脂肪部分が20%である必要があると規定されている。
ピアチェンツァ県では、豚の前半身にもも肉から切り落とした脂肪とパンチェッタ・ピアチェンテァイーナを混ぜ、さらに豚の皮を挽いたものを使用する。

## 消費

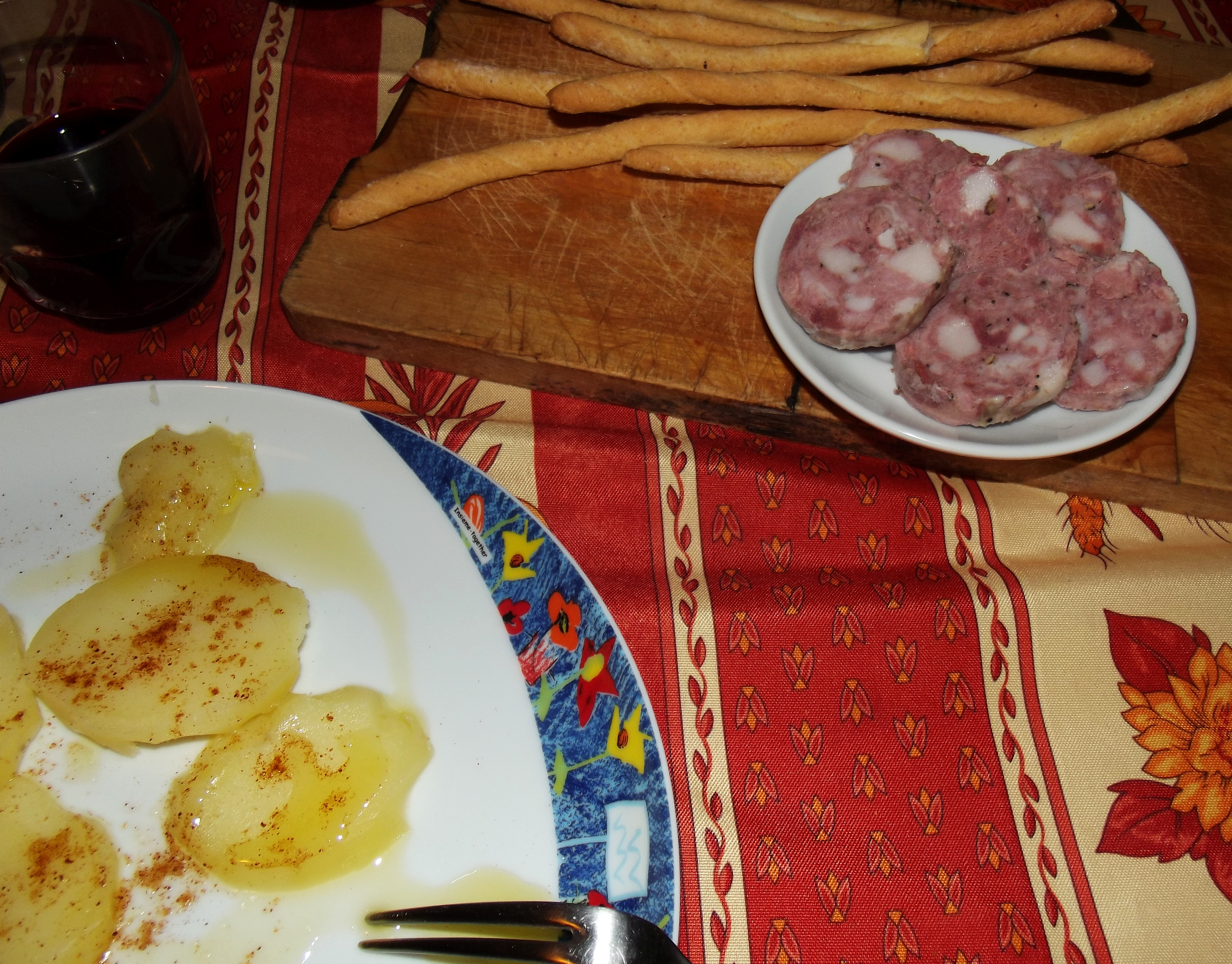
サラメ・コット、茹でたジャガイモとグリッシーニを使ったスナック

サラメ・コットは前菜やサンドイッチの具だけではなく、ピエモンテ州のさまざまな伝統的な料理に使用され、その中には「ロニョーザのフリッタータ」や、オリヴィエ・サラダなどがある。
セコンド・ピアットとして、ピアチェンツァ県では伝統的にポレンタやマッシュポテトとともに供される。最近ではザワークラウトと一緒に食べたり、パンの皮に包んで食べられることがある。前菜としても食べられている。